# Hidalgo (Adel)

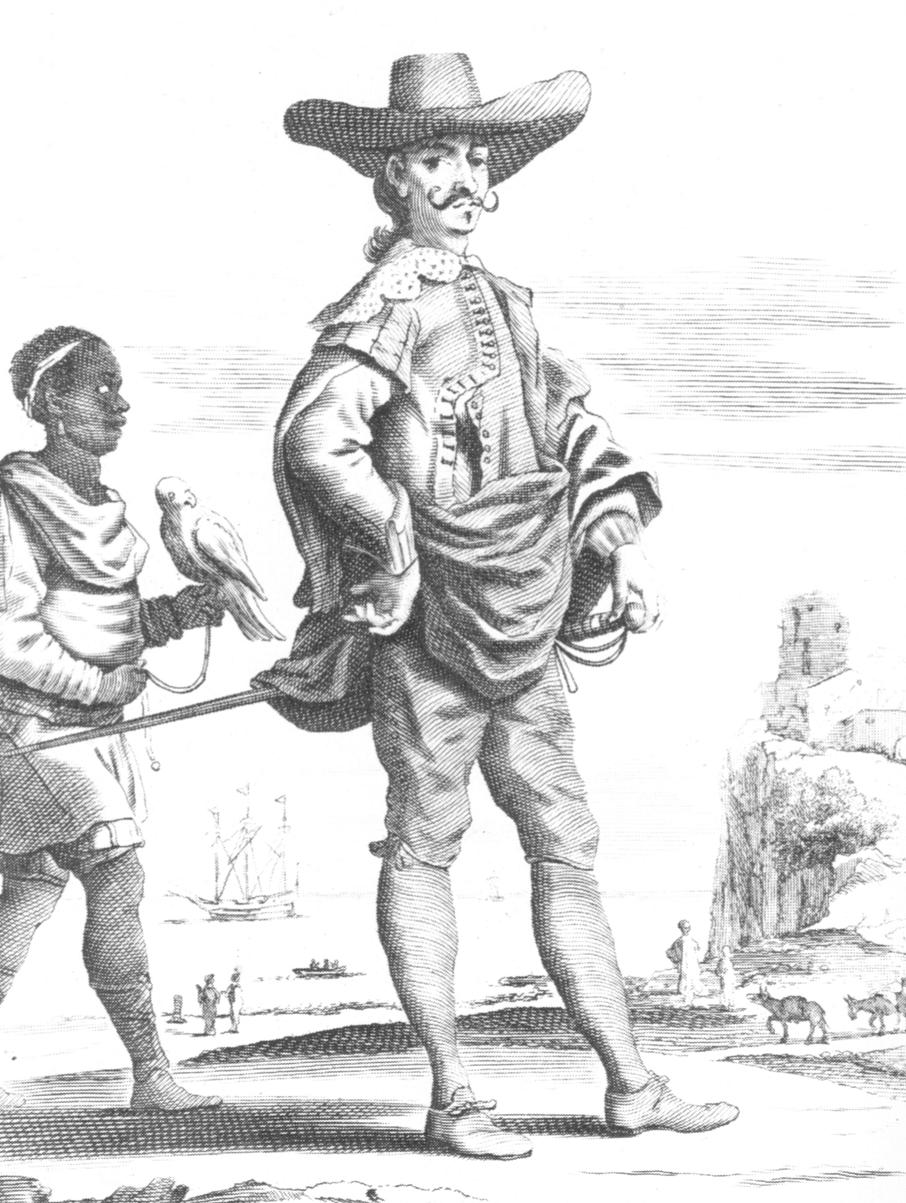
Ein Hidalgo in der Neuen Welt mit seinem Sklaven

Als Hidalgo [iˈðalɣo] wird seit dem Mittelalter in Spanien der niedere, aus alten christlichen Familien stammende Adel ohne besonderen Titel bezeichnet. Das Pons/Klett Wörterbuch Spanisch übersetzt hidalgo mit Edelmann. Die weibliche Form ist hidalga. Das Wort ist eine Zusammenziehung von hijo de algo, sinngemäß „Sohn von jemand“. Das spanische Wort algo ist aus lateinisch aliquod „etwas“ entstanden und bedeutungsgleich, wörtlich bedeutet der Ausdruck demnach: „Sohn von etwas“. Die Zugehörigkeit zu dieser Gruppe bedeutete, dass diese Personen sogenannte Limpieza de sangre für sich beanspruchten.
Eine Zwischenstufe zur Aufnahme in den Adel belegten die Caballeros de privilegio, die diesen Stand nur „auf dem Papier“ hatten, was bedeutete, dass keine Verleihungszeremonie erfolgt war. Die Caballeros de privilegio waren weder Adlige noch Nichtadlige. Sie waren steuerbefreit und konnten nach drei Generationen nobilitiert werden. Als echte Adlige angesehen wurden hingegen die Caballeros-hidalgos, die auch als despuela dorada bezeichnet wurden.
Die regional sehr zahlreiche Bevölkerungsgruppe der Hidalgos – in Teilen Nordspaniens gehörten dazu zeitweise bis zu 90 % der Einwohner  – wurde als hidalguía bezeichnet und lebte meist in bescheidenen Verhältnissen, vergleichbar etwa der polnischen bäuerlichen Szlachta. Das Pendant in Portugal ist der Fidalgo (von filho de algo). Auf Portugiesisch hat das Wort heute auch die pejorative Bedeutung von Snob und Vornehmtuer. Das portugiesische Kulturinstitut Instituto Camões nennt die populäre Bedeutung que não quer trabalhar ou fazer serviços mais pesados (deutsch: der nicht arbeiten oder anstrengendere Dienste übernehmen will). Positiver besetzt ist fidalguia.

## Geschichte
Bewaffnete Kleinadelige der Kastilischen Krone, die Infanzones, beteiligten sich maßgeblich an der vom 8. bis 15. Jahrhundert dauernden Reconquista der Iberischen Halbinsel gegen die dort etablierten muslimischen Reiche. Sie bildeten im 12. Jahrhundert einen abgeschlossenen Stand, in den man nicht mehr als Soldat aufstieg, sondern in dem man geboren wurde. In diesem Kontext kam die Bezeichnung Hidalgo (erstmals belegt 1197) oder fijo d’algo (1140) auf. Die Begriffsbildung folgt einem im mittelalterlichen Spanischen verbreiteten, dem arabischen Gebrauch von Ibn („Sohn“) nachgebildeten Schema, in dem hijo de oder hi de zur Angabe der Herkunft verwendet wird. Im alfonsinischen Gesetzbuch der Siete Partidas aus dem 13. Jahrhundert wird die Bezeichnung bereits häufig benutzt und als gleichbedeutend mit einem Ritter oder Mann guter Abkunft (linaje) definiert, der keine schlechten Dinge tut. Seit dem 15. Jahrhundert ist das Wort Hidalguía als Bezeichnung für den Stand der Hidalgos nachweisbar. Hinsichtlich des Ansehens und der mit dem Stand verbundenen Rechte standen Hidalgos mit Caballeros (Rittern), Escuderos (Schildknappen oder adligen Dienstleuten eines Granden) und Armígeros (Wappnern) auf einer Ebene. Nach der Entdeckung Amerikas fuhren viele nachgeborene Söhne aus kleinadeligen Familien als Konquistadoren in die Neue Welt und nahmen während des 16. und 17. Jahrhunderts an der Eroberung, Plünderung und Besiedelung Amerikas teil. Im 18. Jahrhundert wurden Hidalgos de naturaleza – geborene – und Hidalgos de privilegio unterschieden, die ein Adelsprivileg aufgrund anerkannter altchristlicher Abstammung beantragen oder kaufen konnten. Heute kann der Hidalgo-Adel nur noch vererbt und nicht mehr verliehen werden.
Aus seiner Herkunft leitete der Hidalgo ab, dass jede Form handwerklicher Arbeit für ihn „ehrlos“ sei, demnach durfte sich ein Hidalgo nur am Blut der Feinde die Hände schmutzig machen. Daraus haben spanische und lateinamerikanische Autoren verschiedentlich den Entwicklungsrückstand ihrer Länder hergeleitet. So schrieb Sérgio Buarque de Holanda: „Würdiges Nichtstun ist dem Iberer doch schon immer erstrebenswerter gewesen als der undankbare Kampf um das tägliche Brot.“ Von der Regel, dass Hidalgos kein Handwerk ausüben durften, wurden regional auch Ausnahmen erlaubt, da in Teilen Spaniens die Bevölkerung fast gänzlich aus Hidalgos bestand. Für die vom Nichtadligen häufig mit Eifer angestrebte Nobilitierung war frühere gewerbliche Tätigkeit jedoch ein Ausschlusskriterium, so musste beispielsweise Diego Velázquez beim Verfahren über seine Aufnahme in den Adelsstand Beweise dafür vorbringen, dass er nie ein Gemälde verkauft hatte, was im Übrigen nicht der Wahrheit entsprach. 

## Verwendung des Titels
Im gewöhnlichen Leben werden die Hidalgos mit dem Vornamen, dem der Titel Don oder Doña vorgesetzt wird, genannt. Don setzte sich aber ab dem 18. Jahrhundert auch als Anrede für vermögende Personen bürgerlichen Standes durch. Da die Hidalgos aber keine Titel führen und die Privilegien des Adels seit 1837 aufgehoben sind, ist ihre Adelszugehörigkeit eine rechtlich bedeutungslose historische Erinnerung. Daher unterliegen die Hidalgos auch keiner direkten staatlichen Kontrolle mehr; der König kann die Hidalgo-Zugehörigkeit – anders als Adelstitel – nicht verleihen; sie wird nur durch die Abstammung weitergegeben. Die Nachkommen der Hidalgos sind aber dennoch in der Königlich Spanischen Adelskorporation, der Real Asociación de Hidalgos de España zusammengeschlossen, die über die Einhaltung des historischen Adelsrechts wacht. Die Mitglieder werden persönlich in einer Adelsmatrikel geführt. Dieser Adelsverband ist Mitglied im Dachverband der europäischen Adelsverbände (C.I.L.A.N.E.).

## Der Hidalgo in der Literatur
Eine Parodie auf das gegen Ende des 16. Jahrhunderts als überholt geltende Rittertum der Hidalgos repräsentiert die Romanfigur des ingenioso hidalgo Don Quijote von Miguel de Cervantes.